# Génépi blanc
Artemisia umbelliformis
Espèce
Classification phylogénétique
Statut de conservation UICN

 LC  : Préoccupation mineure
Le génépi blanc, appelé parfois génépi jaune (Artemisia umbelliformis), est une espèce de plantes à fleurs de la famille des Astéracées. C'est une plante aromatique recherchée pour la fabrication de liqueurs.
Synonymes :
- Artemisia laxa (Lam.) Fritsch
- Artemisia mutellina Vill.

## Description
- Forme : plante herbacée. Tiges de 5 à 20 cm de haut, entièrement velues et soyeuses, à souches émettant des rosettes de feuilles blanches et luisantes.
- Feuilles : pétiolées, profondément divisées en 3 à 5 segments principaux, entières ou le plus souvent terminées en 2 à 3 lanières étroites.
- Fleurs : capitules comportant de 10 à 20 fleurs jaunâtres, pédonculées et formant une grappe dressée lâche occupant presque la moitié de la tige. Certaines espèces comportent 25 à 50 fleurs par capitule. Floraison : de juillet à septembre.

## Habitat
Rochers et éboulis entre 2 000 et 3 700 m. Le génépi partage souvent son habitat avec l'edelweiss (bien que ce dernier ait une préférence pour les terrains calcicoles). Mais il affectionne particulièrement les barres rocheuses, des endroits souvent difficiles d'accès voire dangereux.

## Toxicité
Non toxique, le génépi contient toutefois, comme l'absinthe, une molécule potentiellement dangereuse, la thuyone. Pris en trop grande quantité, il provoquera des réactions convulsivantes ou hallucinogènes.

## Protection
- En Italie, la cueillette est interdite.
- En France, les quantités autorisées diffèrent selon les départements et la cueillette peut être aussi totalement interdite. Dans les Hautes-Alpes, l’arrêté préfectoral du 22 novembre 1993, modifié par l'arrêté no 2008-185-7 du 3 juillet 2008, limite le ramassage à 100 brins[1] ; même restriction en Isère[2]. En Savoie, la cueillette familiale est désormais réglementée, limitée à 120 brins par jour et par personne ; la cueillette professionnelle est soumise à autorisation préfectorale[3].